# Toàn Linh
Toàn Linh (tiếng Trung: 全齡; 15 tháng 12 năm 1817 – 9 tháng 5 năm 1850) là một hoàng thân của nhà Thanh trong lịch sử Trung Quốc, người thừa kế 1 trong 12 tước vị Thiết mạo tử vương.

## Cuộc đời
Toàn Linh được sinh ra vào giờ Dần, ngày 8 tháng 11 (âm lịch) năm Gia Khánh thứ 22 (1817), trong gia tộc Ái Tân Giác La. Ông là con trai trưởng của Lễ Thân vương Tích Xuân (錫春) – con trai trưởng của Lễ An Thân vương Lân Chỉ. Mẹ ông là Trắc Phúc tấn Vương thị (王氏).
Năm Gia Khánh thứ 25 (1820), tháng 2, ông được phong làm Phụng ân Tướng quân. Năm Đạo Quang nguyên niên (1821), tổ phụ của ông qua đời, ông được thế tập tước vị Lễ Thân vương đời thứ 11. Lúc ấy phụ thân ông cũng được truy phong làm Lễ Thân vương. Năm thứ 19 (1839), ông được phong làm Tổng tộc trưởng của Tương Hồng kỳ.
Năm thứ 30 (1850), ngày 28 tháng 3 (âm lịch), giờ Mùi, ông qua đời, thọ 34 tuổi, được truy thụy Lễ Thận Thân vương (禮慎親王).

## Gia quyến

### Thê thiếp
- Nguyên phối: Bác Nhĩ Tế Cát Đặc thị (博爾濟吉特氏), con gái của Khách Nhĩ Thấm Tát Khắc Đa La Quận vương Hòa Thạc Ngạch phò Sách Đặc Nạp Mộc Đa Bố Tề (索特納木多布齊) – hôn phu của Hòa Thạc Trang Kính Công chúa.
- Kế thất: Tha Tháp Lạt thị (他塔喇氏), con gái của Tử tước Phúc Châu Long A (福珠隆阿).
- Tam kế thất: Trương Giai thị (張佳氏), con gái của Trương Kiệm (張儉).
- Thứ Phúc tấn:
  - Liễu thị (柳氏), con gái của Liễu Chí (柳志).
  - Lưu thị (劉氏), con gái của Lưu Khắc Mẫn (劉克敏).

### Con trai
1. Dụ Côn (裕昆; 1835 – 1835), mẹ là Thứ Phúc tấn Lưu thị. Chết yểu.
2. Thế Trạch (世澤; 1843 – 1848), mẹ là Kế Phúc tấn Tha Tháp Lạt thị. Chết yểu.
3. Thế Đạc (世鐸; 1843 – 1914), mẹ là Tam kế Phúc tấn Trương Giai thị. Năm 1850 được thế tập tước vị Lễ Thân vương (禮親王). Sau khi qua đời được truy thụy Lễ Khác Thân vương (禮恪親王). Có một con trai.
4. Thế Hoa (世華; 1845 – 1853), mẹ là Thứ Phúc tấn Lưu thị. Chết yểu.